# Jean-Marie Finot
Pour les articles homonymes, voir Finot.
Jean-Marie Finot, né le 29 novembre 1941 à Épinal et mort le 2 avril 2025 à Versailles, est un architecte naval français. Architecte naval de renom, il a révolutionné la perfectibilité des voiliers, lui valant plusieurs réussites pour des régates mondiales (Vendée Globe, Route du Rhum, etc.). Avec son associé Pascal Conq, il a conçu les 60 pieds IMOCA, monocoques de course au large, parmi les plus performants des trente dernières années.

## Biographie
Jean-Marie Finot a fait math sup et math spé au Lycée Sainte Geneviève de Versailles, avant de devenir architecte. Il est le fils de Michel Finot, polytechnicien et docteur en droit. Après un stage chez Philippe Harlé, il ouvre son cabinet en 1970. L'une de ses réalisations, l'Écume de mer, est distinguée « voilier de l'année 1975 » et est choisie comme monotype pour le premier Tour de France à la voile. Fort de ce succès, il dessine des croiseurs simples, rapides et robustes pour les chantiers Bénéteau (série des First) ou Comar (série des Comet). En 1982, il conçoit le First Class 8, utilisé pour les championnats de la Fédération française de voile pendant vingt-cinq ans.
L’Écume de mer, initialement dessinée en 1968 pour son propre usage alors qu’il était moniteur aux Glénans et fraîchement diplômé en architecture, est construite en aluminium par le chantier Huisman (Pays-Bas) avant d’être produite en série en 1969 par le chantier Mallard en matériaux composites. Ce modèle rencontre un succès commercial et sportif considérable : 1 385 exemplaires construits jusqu’en 1980, victoires à la Quarter Ton Cup en 1970 et 1972, et titre inaugural de « Bateau de l’année » en 1975.
En 1970, il fonde le Groupe Finot en région parisienne. Cinq ans plus tard, son prototype Révolution remporte l’Admiral’s Cup, avant d’être sacré quatre années consécutives champion du RORC entre 1976 et 1979. La collaboration engagée avec Bénéteau dès 1977 avec le First 22 perdure sur plusieurs décennies : entre 1977 et 2019, plus de 25 000 voiliers conçus par le Groupe Finot et Finot-Conq sont produits par le chantier vendéen. Au total, avec plus de 45 000 bateaux et plus de 200 modèles conçus, Finot-Conq figure parmi les leaders mondiaux de l’architecture navale depuis plus d’un demi-siècle.
Issu d’une génération d’architectes navals autodidactes dans le domaine maritime mais dotés d’une solide formation scientifique - sa formation en CPGE Maths-Physique lui permettant d'acquérir des compétences robustes dans ce domaine -, Jean-Marie Finot est également reconnu comme un pionnier dans l’usage de l’informatique pour le calcul et la conception des carènes. Dès les années 1970, il expérimente des outils de calcul numérique, passant des méthodes manuelles de lissage des courbes et d’utilisation des tables de logarithmes à l’acquisition de calculateurs électroniques et d’ordinateurs, alors encore rares dans la profession.
En 1985, il s'associe avec le jeune architecte Pascal Conq, qui a mis au point un système de quille pendulaire sur un Micro. Le cabinet se tourne alors vers la course au large, tout en poursuivant ses travaux pour les voiliers de croisières. Ils conçoivent ainsi une quinzaine de prototypes Mini 6.50 à partir de 1987. Leurs Minis, larges, légers et rapides aux allures portantes, contribuent au développement des voiliers open. En 1990, ils créent le Figaro Bénéteau pour la Solitaire du Figaro.
Le Figaro Bénéteau, dessiné en 1990, est utilisé comme monotype officiel de la course jusqu’en 2002. En 1989, le cabinet signe une première victoire à la Mini-Transat avec Thom’pousse, marquant la naissance des bateaux « open ». La même année, lors de la première édition du Vendée Globe, Alain Gautier mène un plan Finot (Generali Concorde) en tête avant de subir une avarie de gréement, terminant 6ᵉ ; les quatre éditions suivantes (1992, 1996, 2000, 2004) sont remportées par des voiliers signés Groupe Finot. En 1991, le lancement du First 210 marque un nouveau succès de série, produit pendant 28 ans. En 2002, le cabinet débute sa collaboration avec le chantier Structures via le Pogo 2, qui s’impose à cinq reprises dans la Mini-Transat en catégorie Série. En 2007, Hugo Boss (Alex Thomson) franchit pour la première fois la barre des 500 milles parcourus en 24 h en monocoque IMOCA de 60 pieds, établissant un record de vitesse.
Finot et Conq se distinguent particulièrement par leurs constantes innovations dans la conception des monocoques de 60 pieds open. Leurs réalisations dominent très largement les années 1990 et le début des années 2000 avec quatre victoires dans le Vendée Globe (1993 avec Alain Gautier sur Bagages Supérior, 1997 avec Christophe Auguin sur Geodis, 2001 avec Michel Desjoyeaux sur PRB et 2005 avec Vincent Riou sur le même PRB) et trois dans le BOC Challenge (1991 avec Christophe Auguin avec Groupe Sceta, 1995 avec Christophe Auguin sur Sceta-Calberson et 1999 avec Giovanni Soldini sur Fila).
Connu pour avoir bouleversé les codes de l’architecture navale dans les années 1970, il impose des voiliers plus larges et moins lestés, privilégiant la stabilité de forme à la stabilité de poids, ce qui permet de réduire la masse et d’augmenter la vitesse, y compris jusqu’au planing, sur des unités habitables. Cette approche, inaugurée sur des prototypes comme Callypige ou Révolution, influence durablement la conception de voiliers de course et de croisière.
Tout au long de sa carrière, J-M Finot s’illustre par un goût prononcé pour l’innovation : développement de quilles relevables pivotantes sur les First, conception du voilier expérimental Objectif 100 pour les records de vitesse, mise au point de Formule 40 avec safran avancé, création d’un voilier 100 % électrique pour le chantier Philéas. Parmi les nombreuses innovations adoptées en IMOCA figurent : les bi-safrans, les bômes sur le pont et haubans sur le bordé, les coques en carbone préimprégné et Nomex mises en œuvre sous vide, les voiles de quille en composites, la première quille inclinable à finir un tour du monde, la quille composite mobile à axe intégré, les dispositions de ballast adaptées à une quille inclinable, les doubles dérives asymétriques, les mâts-ailes avec barres de flèche sur le pont et les safrans relevables en cas de choc.
La fiabilité de ces unités est remarquable : sur dix-huit IMOCA 60’ conçus pour sept éditions du Vendée Globe, ils totalisent 33 départs et 24 arrivées, avec quatre victoires consécutives et deux deuxièmes places.
Il est également l’auteur de l’ouvrage de référence Éléments de vitesse des coques (1977), considéré comme une « bible » par de nombreux architectes navals. Sa curiosité intellectuelle s’étend bien au-delà de la voile, avec une bibliothèque personnelle de plus de 10 000 ouvrages et un intérêt marqué pour l’astronomie. En parallèle de ses travaux sur des unités de prestige comme Aquitaine Innovations, il s’engage aussi dans des projets plus accessibles, comme l’Albatros, un dériveur destiné à démocratiser la navigation grâce à un procédé de construction novateur.
Certaines de ses créations de série, comme le First 210 (devenu First 20), connaissent une longévité exceptionnelle : près de 5 000 unités naviguent encore dans le monde, et les associations de propriétaires demeurent actives.
Amoureux de l’archipel de Bréhat et navigateur de croisière passionné, Jean-Marie Finot reste actif et enthousiaste jusqu’à un âge avancé. Il s’éteint le 2 avril 2025 à l’âge de 83 ans.

## Liste des 60 pieds conçus

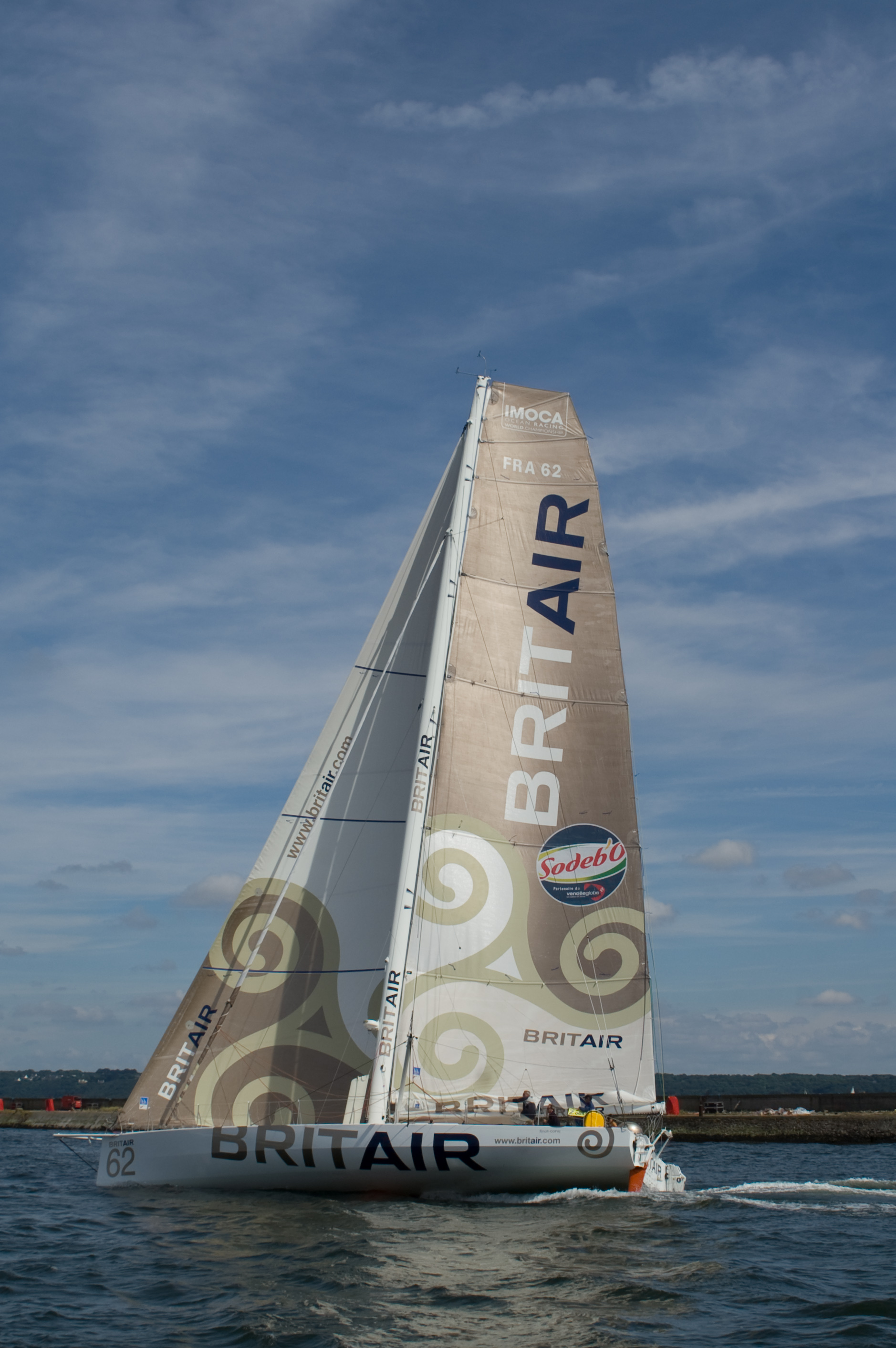
Le 60 pieds Brit Air, d'Armel Le Cléac'h.

- 1989 : Generali Concorde pour Alain Gautier
- 1990 : Groupe Sceta pour Christophe Auguin
- 1992 : Bagages Supérior pour Alain Gautier
- 1994 : Sceta-Calberson (futur Geodis) pour Christophe Auguin
- 1995 : Groupe LG 2 pour Gerry Roufs
- 1996 :
  - Aquitaine Innovations pour Yves Parlier
  - PRB pour Isabelle Autissier
- 1997 : Fila pour Giovanni Soldini
- 1998 :
  - Gartmore pour Josh Hall
  - Team Group 4 pour Mike Golding
  - Sodebo pour Raphaël Dinelli
  - Somewhere pour Marc Thiercelin
  - UBP pour Dominique Wavre
- 1999 : PRB pour Michel Desjoyeaux
- 2007 : 
  - Générali pour Yann Eliès
  - Hugo Boss pour Alex Thomson
  - Brit Air pour Armel Le Cléac'h
- 2008 : DCNS 1000 pour Marc Thiercelin